# Fløng
Fløng er et byområde i den nordlige del af Hedehusene. Fløng Sogn hører til i Høje-Taastrup Kommune.
Op gennem 1970'erne blev der bygget flere parcelhuskvarterer syd og øst for den gamle landsby. Skolen blev udbygget med idrætshal og svømmebassin. Svømmebassinet er senere blevet til en decideret svømmehal, der kan bruges hele året. Der er også et supermarked i Fløng. Området serviceres af buslinjerne 123 og 116.
Fløng Skole har 620 elever og et bibliotek der dog  ikke er offentligt tilgængeligt.
Efter flere år med et faldende foreningsliv blev Landsbylauget-Fløng Sogn oprettet i 2010 som konsekvens af, at beboerne oplevede, at flere beslutninger fra kommunens side blev taget hen over hovedet på dem, og at de havde svært ved at råbe politikerne op. Landsbylauget arbejder for en bæredygtig byudvikling.
I 2014 begyndte man at plante Fløngskoven nord for ringvejen rundt om Fløng, hvor der før var mark. Den bliver kaldt den første folkeskov på Sjælland..
Byfesten i Fløng er nu en årlig begivenhed, der finder sted på "Den Blåplads" ved gadekæret.
I den nordvestlige del af byen findes Fløng Kirke.
Midt i byen findes Møllebakken, der rejser sig 42 M.o.h..

## Historie
Fløng landsby har givet navn til sognet, som endvidere består af byerne Marbjerg og Soderup. Fløng er den ældste af disse tre og den eneste, der tidligt fik kirke og skole. Navnet er sammensat af ordet "flo", der betyder vandsamling og "-ng (-inge)", som refererer til det sted, personerne kom fra.
Navnet betyder således "beboerne ved vandsamlingen", idet der tidligere har været mange vandområder.